# Himation

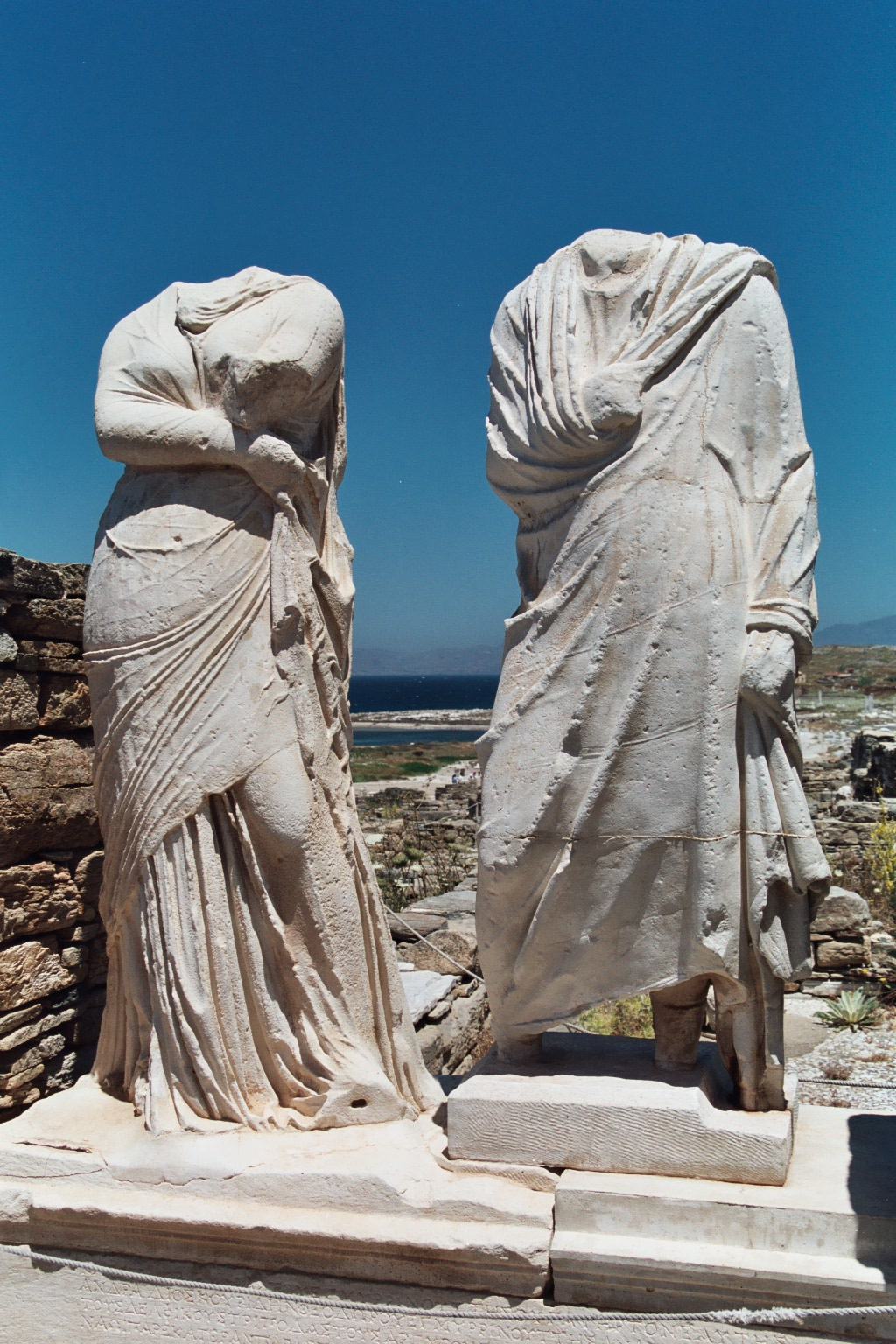
Weibliche und männliche Statue mit Himation (138/137 v. Chr.), aus dem Haus des Dioskurides und der Kleopatra auf Delos

Das griechische Himation (altgriechisch ἱμάτιον himátion) war wie seine römische Entsprechung, das Pallium, ein antikes Kleidungsstück, das die Funktion eines Mantels erfüllte.

## Beschreibung und Verwendung
Beim Himation handelt es sich um ein rechteckiges Manteltuch, das in unterschiedlicher Weise drapiert werden konnte. Das Himation wurde von Männern und Frauen gleichermaßen getragen. Man trug es meist über dem Chiton, einem Untergewand aus dünnerem Stoff. Das Himation konnte auf sehr verschiedene Art und Weise getragen werden. In der Regel umhüllte es den ganzen Körper, während ein Arm unbedeckt blieb. Frauen zogen es dabei meist über ihren Kopf und trugen es als Kopftuch, ein Ende konnte auch als Schleier verwendet werden.

## Geschichte
Bei den Römern wurde diese Art einer Stoffbahn zunächst im 3. Jahrhundert v. Chr. bei Philosophen und Freunden des Griechentums beliebt, fand aber schnell Verbreitung als Alltagstracht über diese Kreise hinaus, weil es einfach und bequem zu tragen war. Es konnte aus Wolle, Leinen oder auch Seide gefertigt und in verschiedenen Farben gefärbt sein, so in weiß, verschiedenen Rottönen, gelb oder schwarz. Zudem konnte es mit Gold durchwirkt oder mit Purpurstreifen verziert werden. Das Pallium wurde über der Tunika getragen, dazu fanden meist crepidae als Schuhwerk Verwendung. Eine mögliche Trageform war, dass man das Pallium von der linken Schulter quer über den Rücken zur rechten Schulter führte und über diese legte. Möglich war auch, dass es zunächst über die linke Schulter gelegt wurde und dann quer über den Rücken geführt, unter dem rechten Arm durchgezogen und dann über den rechten Arm oder die rechte Schulter gelegt wurde. Das Gegenstück in der Bekleidung bei den römischen Frauen war im Allgemeinen die Palla, doch ist aus der literarischen Überlieferung das Pallium auch bei Frauen, Göttinnen sowie mythischen Königinnen und Heroinnen bezeugt. Es wurde noch bis ins 7. Jahrhundert verwendet.